# Autoroute M15 (Hongrie)
Pour les articles homonymes, voir M15.
L'autoroute hongroise M15 est une autoroute qui relie Hegyeshalom à la Slovaquie via Rajka. Elle correspond aux routes européennes E 65 et E 75. Elle se prolonge vers Bratislava par l'autoroute slovaque D2.